# Акарнан
Акарна́н (др.-греч. Ἀκαρνάν) — в древнегреческой мифологии эпигон, сын Алкмеона и Каллирои, дочери речного бога Ахелоя, брат Амфотера.
После убийства их отца Фегеем, Каллироя молилась Зевсу, прося его помочь побыстрее вырасти сыновьям для отмщения за смерть Алкмеона. Молитвы были услышаны, и братья, возмужав, прибыли в Псофиду и убили Фегея, его жену и двоих сыновей, разорили их город Псотиду в Беотии. Добытые там сокровища, в том числе ожерелье и пеплос Гармонии, Акарнан пожертвовал Дельфийскому храму. Спасаясь от преследования, они укрылись в храме Афины в Тегее.
По настоянию Ахелоя братья принесли ожерелье и плащ Гармонии в Дельфы, отправившись после этого в Эпир, где Акарнан основал несколько городов и царство, названное в его честь Акарнанией. По его имени дано название жителям, которые прежде назывались куретами.